# Damion Lee
Ne doit pas être confondu avec Damian Lee, réalisateur, scénariste et producteur canadien.
Pour les articles homonymes, voir Lee.
 (septembre 2020).
Si vous disposez d'ouvrages ou d'articles de référence ou si vous connaissez des sites web de qualité traitant du thème abordé ici, merci de compléter l'article en donnant les références utiles à sa vérifiabilité et en les liant à la section « Notes et références ».
Damion Lee, né le 21 octobre 1992 à Baltimore au Maryland, est un joueur américain de basket-ball. Il évolue aux postes d'arrière et ailier.

## Biographie
Damion Lee est le beau-frère de Stephen Curry. En effet, il s’est marié, le 8 septembre 2018, avec Sydel Curry, la sœur de ce dernier.

### Carrière au secondaire
Lee est diplômé de Calvert Hall College High School à Towson, Maryland ,  où, dans sa dernière saison, il était une deuxième équipe Baltimore Sun All-Metro et une première équipe All-Baltimore Catholic League sélection. Lee a fréquenté l'école préparatoire de St. Thomas More à Oakdale, Connecticut , où il a récolté en moyenne 17 points, 6 rebonds et 5 passes décisives par match au cours de la saison 2010-2011. Lee a été sélectionné par le First Team All-New England Preparatory School Athletic Council, menant son équipe à un record de 30 à 7 et au championnat national de préparation scolaire.

### Carrière universitaire

#### Dragons de Drexel
Au cours de sa saison de première année en tant que membre de l' équipe masculine de basketball des Dragons Drexel 2011-2012, Lee a commencé à jouer la garde de pointe. Au cours de cette saison, il a en moyenne 12 points et 4,4 rebonds. Après le début impressionnant de sa carrière universitaire, il a été nommé recrue de l'année par l' Association coloniale d'athlétisme (CAA). Il a également été nommé dans l'équipe des tournois de la CAA après avoir récolté en moyenne plus de 15 points lors des trois tournois de Drexel. Dans le match de championnat CAA, les Dragons (25-5) ont perdu contre VCU, 59–56. VCU était une équipe du Final Four l'année précédente, et la majorité des projections avaient les deux équipes faisant le tournoi NCAA. Cependant, un dimanche de sélection décevant, les Dragons n'ont pas été invités au tournoi de la NCAA et ont plutôt accepté une candidature automatique au tournoi national d'invitation 2012 en tant que champion de la saison régulière de la CAA et tête de série # 3. Les Dragons ont battu l'UCF et le nord de l'Iowa, avant de tomber contre UMass en finale régionale.
La saison suivante, Lee a été nommé membre de la deuxième équipe d'étoiles de la CAA après avoir mené Drexel au pointage et terminé troisième de la CAA avec une moyenne de 17,1 points par match. Il a également terminé deuxième de la CAA en pourcentage de lancers francs (0,829) et quatrième en trois points par match (2,3). Dans un match contre Old Dominion, Lee a enregistré un sommet en carrière de 34 points.
À sa troisième saison à Drexel, après avoir été sélectionné dans l'équipe première de présaison de la CAA All-Conference, Lee a subi un ACL déchiré lors d'un match contre l' Arizona . Cela l'a amené à s'asseoir toute la saison et à redessiner son année junior.
Avant sa saison junior de redshirt à Drexel, Lee a été nommé dans la première équipe de présaison CAA All-Conference pour la deuxième année consécutive. Il a également été nommé dans l'équipe Charleston Classic All-Tournament. Le 21 février 2015, lors d'un match contre Northeastern , Lee a subi une fracture de la main droite qui a mis fin prématurément à sa saison.  Lee a récolté en moyenne 21,4 points par match au cours de la saison, se classant quatrième au pays et premier dans la CAA. Son pourcentage de lancers francs de 0,887% se classait 14e au pays et deuxième dans la CAA. Il a également marqué en moyenne 6,1 rebonds et 2,3 passes décisives par match en 27 matchs. De plus, Lee a également mené l'équipe pour les interceptions par match (1,5 SPG), le pourcentage de buts marqués (0,438% FG) et le pourcentage de trois points (0,385 3P%). À la fin de la saison régulière, Lee était à un vote de gagner le Joueur de l'année de la CAA, perdant face au gardien senior William et Mary Marcus Thornton. Cependant, Lee a remporté des prix dans la première équipe de la CAA All-Conference, la CAA All-Defensive Team et la CAA All-Academic Team.
Le 30 mars 2015, Lee a annoncé qu'il quitterait l'université de Drexel pour sa cinquième et dernière saison collégiale. Il a été considéré comme le transfert supérieur dans le basket-ball universitaire par ESPN.

#### Cardinals de Louisville
Le 23 avril 2015, jouera sa dernière saison collégiale à Louisville avec l'entraîneur-chef Rick Pitino. D'autres écoles que Lee envisageait incluaient l'Arizona, Gonzaga, Marquette et Maryland. Lee a déclaré après le déménagement: "La communauté de l'Université de L en elle-même était irréelle. Je ne pense pas qu'il y ait une autre ville ou ville universitaire de basket-ball comme ça."  À la mi-saison en décembre 2015, il était le meilleur buteur de Louisville. Il a été nommé sur la liste de surveillance de mi-saison de 35 hommes pour le trophée Naismith le 11 février 2016. Le soir du soir, Lee a franchi la barre des 2 000 points. Avec 10 matchs restants dans la saison, Louisville classée comme la 13e meilleure équipe du pays a annoncé une interdiction de post-saison auto-imposée pour la saison 2015-2016 au milieu d'une enquête en cours de la NCAA sur un scandale de sexe d'escorte impliquant des recrues entre 2010 et 2014. Ils ont terminé la saison régulière en tant qu'équipe classée n ° 16 avec un dossier de 23 à 8 et n'ont pas joué dans le tournoi ACC ou le tournoi NCAA en raison de l'interdiction.

### Carrière professionnelle

#### Red Claws du Maine (2016-2017)
Non sélectionné lors de la draft 2016 de la NBA, Lee a rejoint le Heat de Miami pour la NBA Summer League 2016. Le 26 septembre 2016, il a signé avec les Celtics de Boston. Il a été plus tard remercié par les Celtics le 20 octobre après être apparu dans deux matchs de pré-saison.
Le 31 octobre 2016, il a été acquis par les Red Claws du Maine de la NBA Development League en tant que joueur affilié des Celtics. Le 10 janvier, il a été libéré par les Red Claws après avoir subi une blessure de fin de saison. En 16 matchs, il a en moyenne 17,8 points, 6,3 rebonds, 3,4 passes décisives et 1,1 interception en 34 minutes.

#### Warriors de Santa Cruz (2017-2018)
Le 24 août 2017, Lee a été échangé aux Warriors de Santa Cruz de la G-League .

#### Hawks d'Atlanta (2018)
Le 13 mars 2018, Lee a signé un contrat de 10 jours avec les Hawks d'Atlanta. Le 23 mars 2018, les Hawks d'Atlanta ont signé Lee pour un deuxième contrat de 10 jours. Le 2 avril 2018, les Hawks d'Atlanta ont signé Lee pour le reste de la saison.

#### Warriors de Golden State (2018-2022)

##### Saison 2018-19
Le 14 juillet 2018, Lee a signé un contrat à double sens avec les Warriors de Golden State, ce qui le conduirait à retourner chez les Warriors de Santa Cruz.

##### Saison 2019-20
Le 31 juillet 2019, les Warriors de Golden State ont re-signé avec Lee un autre contrat bidirectionnel. Le 28 octobre 2019, Lee a enregistré un double-double avec un sommet en carrière de 23 points, 11 rebonds et deux passes décisives dans une victoire sur route de 134 à 123 contre les Pélicans de la Nouvelle-Orléans. Le 25 décembre 2019, Lee a obtenu son deuxième double-double de la saison avec 22 points et un record de carrière de 15 rebonds dans une victoire bouleversée de 116-104 à domicile contre les Rockets de Houston. Lee a gagné beaucoup de temps de jeu en raison d'une succession de blessures qui ont frappé l'alignement des Warriors (y compris une fracture de la main en novembre qui a coûté à Lee 14 matchs) et a brûlé les 45 jours avec l'équipe de la NBA sur ses deux contrats de façon.

#### Suns de Phoenix (depuis 2022)
Début juillet 2022, il signe pour une saison avec les Suns de Phoenix.

## Palmarès

### Universitaire
- Second-team All-ACC (2016)
- First-team All-CAA (2015)
- Second-team All-CAA (2013)
- CAA Rookie of the Year (2012)
- CAA All-Defensive Team (2015)
- CAA All-Academic Team (2015)
- CAA All-Rookie Team (2012)

### NBA
- Champion NBA en 2022.

## Statistiques

### Universitaires
Les statistiques en matchs universitaires de Damion Lee sont les suivantes :
| Saison    | Équipe     | Matchs | Titul. | Min./m | % Tir | % 3pts | % LF | Rbds/m. | Pass/m. | Int/m. | Ctr/m. | Pts/m. |
| --------- | ---------- | ------ | ------ | ------ | ----- | ------ | ---- | ------- | ------- | ------ | ------ | ------ |
| 2011-2012 | Drexel     | 36     | 34     | 28,9   | 45,4  | 37,5   | 77,3 | 4,36    | 1,72    | 0,83   | 0,33   | 12,00  |
| 2012-2013 | Drexel     | 27     | 24     | 33,0   | 42,5  | 36,0   | 82,9 | 5,11    | 1,81    | 0,81   | 0,11   | 17,15  |
| 2013-2014 | Drexel     | 5      | 5      | 26,8   | 37,0  | 27,3   | 86,4 | 4,20    | 2,20    | 0,60   | 0,20   | 13,00  |
| 2014-2015 | Drexel     | 27     | 27     | 38,1   | 43,8  | 38,5   | 88,7 | 6,11    | 2,33    | 1,52   | 0,33   | 21,41  |
| 2015-2016 | Louisville | 30     | 30     | 33,5   | 42,8  | 34,1   | 84,3 | 3,90    | 1,97    | 1,53   | 0,03   | 15,93  |
| Total     | Total      | 125    | 120    | 32,8   | 43,3  | 36,2   | 84,3 | 4,78    | 1,95    | 1,14   | 0,21   | 16,13  |

### Professionnelles

#### G-League
| Saison    | Équipe     | Matchs | Titul. | Min./m | % Tir | % 3pts | % LF | Rbds/m. | Pass/m. | Int/m. | Ctr/m. | Pts/m. |
| --------- | ---------- | ------ | ------ | ------ | ----- | ------ | ---- | ------- | ------- | ------ | ------ | ------ |
| 2016-2017 | Maine      | 16     | 16     | 34,1   | 47,2  | 46,6   | 81,7 | 6,25    | 3,31    | 1,06   | 0,38   | 17,81  |
| 2017-2018 | Santa Cruz | 38     | 13     | 29,7   | 45,4  | 30,7   | 91,5 | 4,92    | 2,66    | 1,50   | 0,18   | 15,76  |
| 2018-2019 | Santa Cruz | 24     | 24     | 31,5   | 47,3  | 39,8   | 82,8 | 5,96    | 2,21    | 1,33   | 0,04   | 20,25  |
| Total     | Total      | 78     | 53     | 31,2   | 46,5  | 37,4   | 86,6 | 5,51    | 2,65    | 1,36   | 0,18   | 17,56  |

#### Saison régulière NBA
| Champion NBA |

| Saison    | Équipe       | Matchs | Titul. | Min./m | % Tir | % 3pts | % LF | Rbds/m. | Pass/m. | Int/m. | Ctr/m. | Pts/m. |
| --------- | ------------ | ------ | ------ | ------ | ----- | ------ | ---- | ------- | ------- | ------ | ------ | ------ |
| 2017-2018 | Atlanta      | 15     | 11     | 27,0   | 40,8  | 25,0   | 75,9 | 4,73    | 1,93    | 1,27   | 0,07   | 10,73  |
| 2018-2019 | Golden State | 32     | 0      | 11,7   | 44,1  | 39,7   | 86,4 | 2,00    | 0,41    | 0,41   | 0,00   | 4,94   |
| 2019-2020 | Golden State | 49     | 36     | 29,0   | 41,7  | 35,6   | 87,3 | 4,88    | 2,71    | 1,02   | 0,12   | 12,67  |
| 2020-2021 | Golden State | 57     | 1      | 18,9   | 46,7  | 39,7   | 90,9 | 3,20    | 1,30    | 0,70   | 0,10   | 6,50   |
| 2021-2022 | Golden State | 63     | 5      | 19,9   | 44,1  | 33,7   | 88,0 | 3,20    | 1,00    | 0,60   | 0,10   | 7,40   |
| Total     | Total        | 216    | 53     | 21,0   | 43,4  | 35,7   | 86,8 | 3,50    | 1,40    | 0,70   | 0,10   | 8,20   |

Mise à jour le 21 juin 2022

#### Playoffs NBA
| Champion NBA |

| Saison   | Équipe       | Matchs | Titul. | Min./m | % Tir | % 3pts | % LF | Rbds/m. | Pass/m. | Int/m. | Ctr/m. | Pts/m. |
| -------- | ------------ | ------ | ------ | ------ | ----- | ------ | ---- | ------- | ------- | ------ | ------ | ------ |
| 2022     | Golden State | 16     | 0      | 7,8    | 38,2  | 25,0   | 66,7 | 1,60    | 0,40    | 0,10   | 0,00   | 2,00   |
| Carrière | Carrière     | 16     | 0      | 7,8    | 38,2  | 25,0   | 66,7 | 1,60    | 0,40    | 0,10   | 0,00   | 2,00   |

Mise à jour le 21 juin 2022

## Records sur une rencontre en NBA
Les records personnels de Damion Lee en NBA sont les suivants, :
| Type de statistique        | Saison régulière | Saison régulière                  | Saison régulière | Playoffs | Playoffs               | Playoffs      |
| Type de statistique        | Record           | Adversaire                        | Date             | Record   | Adversaire             | Date          |
| -------------------------- | ---------------- | --------------------------------- | ---------------- | -------- | ---------------------- | ------------- |
| Points                     | 31               | @ Timberwolves du Minnesota       | 13 janvier 2023  | 10       | @ Grizzlies de Memphis | 11 mai 2022   |
| Paniers marqués            | 10               | 2 fois                            | 2 fois           | 4        | @ Grizzlies de Memphis | 11 mai 2022   |
| Paniers tentés             | 19               | @ Heat de Miami                   | 3 avril 2018     | 6        | 3 fois                 | 3 fois        |
| Paniers à 3 points réussis | 6                | @ Timberwolves du Minnesota       | 13 janvier 2023  | 2        | @ Grizzlies de Memphis | 11 mai 2022   |
| Paniers à 3 points tentés  | 12               | Raptors de Toronto                | 5 mars 2020      | 2        | 4 fois                 | 4 fois        |
| Lancers francs réussis     | 10               | 2 fois                            | 2 fois           | 2        | Nuggets de Denver      | 18 avril 2022 |
| Lancers francs tentés      | 11               | Trail Blazers de Portland         | 4 novembre 2019  | 2        | Nuggets de Denver      | 18 avril 2022 |
| Rebonds offensifs          | 5                | @ Pelicans de La Nouvelle-Orléans | 28 octobre 2019  | 2        | 2 fois                 | 2 fois        |
| Rebonds défensifs          | 13               | Rockets de Houston                | 25 décembre 2019 | 5        | Mavericks de Dallas    | 18 mai 2022   |
| Rebonds totaux             | 15               | Rockets de Houston                | 25 décembre 2019 | 6        | @ Mavericks de Dallas  | 24 mai 2022   |
| Passes décisives           | 8                | @ Suns de Phoenix                 | 29 février 2020  | 4        | Grizzlies de Memphis   | 7 mai 2022    |
| Interceptions              | 4                | 2 fois                            | 2 fois           | 1        | Grizzlies de Memphis   | 7 mai 2022    |
| Contres                    | 1                | 21 fois                           | 21 fois          | -        | -                      | -             |
| Balles perdues             | 5                | Jazz de l'Utah                    | 22 janvier 2020  | 1        | 6 fois                 | 6 fois        |
| Minutes jouées             | 40               | @ Spurs de San Antonio            | 31 décembre 2019 | 24       | @ Grizzlies de Memphis | 11 mai 2022   |

- Double-double : 3
- Triple-double : 0

Dernière mise à jour : 17 juillet 2022